# Michel Termanimi
Michel Termanini, né le 8 mai 1998 à Malmö en Suède, est un footballeur international palestinien qui joue au poste de défenseur central au Kazma SC.

## Biographie

### En club
Termanini commence à jouer au football à l'âge de dix ans et a commencé sa carrière au BK Olympic à Malmö. Termanini rejoint l'AFC Eskilstuna à l'âge de 17 ans en provenance de l'IF Limhamn Bunkeflo. Il fait ses débuts professionnels avec Ekstilstuna lors d'une victoire 2-1 contre Kalmar FF le 15 juillet 2017.
Il retourne en Palestine, lorsqu'il signe pour le Hilal Al-Quds le 25 septembre 2018. Le 21 avril 2019, il retourne en Suède et rejoint Torns IF.
Le 1er juillet 2021, il signe un contrat avec Kazma SC jusqu'à la fin de la saison 2021-2022.

### En sélection
Le 11 mai 2018, Termanini fait ses débuts avec la Palestine lors d'une défaite en amical 2-0 contre le Koweït.
Le 1er janvier 2024, il est retenu dans l'équipe palestinienne pour la Coupe d'Asie 2023 au Qatar.

## Palmarès
Kazma SC
- Vainqueur de la Coupe du Koweït en 2022